# 西田一生
西田 一生（にしだ いっせい、1970年〈昭和45年〉9月17日 - ）は、日本の振付師。ダンサー事務所（株）西田プロジェクト代表。タレント育成、プロモーター。自身のキャッチコピーは、おっさん史上最強カワイイ振付師。やっぱ西P！。広島県広島市出身。亜細亜大学経営学部経営学科卒業。2児の父。

## 概要
広島県広島市出身。亜細亜大学経営学部経営学科卒業。
父は学校の教師。次男。幼稚園のとき体操教室に通い宙返りができるようになったことからダンスに興味をもった。小学時代に器械体操で床選手として活躍。その頃からザ・ドリフターズの志村けんに憧れるようになった。中学時代には広島東洋カープ球場の表でストリートダンスに没頭。
高校時代にCBSソニーのオーディションを受けたことで振付師助手の仕事をはじめる。大会で優勝したのが久宝留理子。その頃に師匠・パパイヤ鈴木と知り合う。
亜細亜大学で始まった一芸入試・一期生として入学。「ダンス部門」として合格。大学在学中、パパイヤ鈴木から独立して会社を作るので手伝わないかと誘われる。
21才のとき、自ら劇団と舞台と役者を抱える制作会社を作りたいと「西田プロジェクト」を設立。宮本亜門に憧れる。
29才のとき、歌もダンスも芝居もできるダンサープロジェクトを開始。クレイジーケンバンド、ウルフルズ、サンボマスター、氣志團などロックバンド寄りの仕事が多かったなか、2007年に初めてBuono!「ホントのじぶん」の振付でアイドルに関わる。2010年の渡り廊下走り隊「完璧ぐ〜のね」によって仕事の依頼が急増。2008年から毎年NHK紅白歌合戦のコーナー振付を担当している。
現在、振付師15人、登録ダンサー150人の大所帯のボスを務める。自身のキャッチコピーは、「おっさん史上最強カワイイ振付師。やっぱ西P！」。
主な代表作としてCMの振付が「サトウの鏡餅」「FUJIFILM・アスタリフト（松田聖子＆中島みゆき）」「エステー・シュパッと消臭」「とんがりコーン（嵐/相葉雅紀編・大野智編）」「レダ・プチシルマ(志村けん・研ナオコ)」。アーティストの振付が、クレイジーケンバンド「まっぴらロック」「あ、やるときゃやらなきゃだめなのよ」「クリスマスなんて大嫌い!! なんちゃって」、いきものがかり「ありがとう」、タッキー&翼「山手線内回り〜愛の迷路〜」、鼠先輩「六本木〜GIROPPON〜」、氷川きよし「愛しのテキーロ」「男花」、AKB48「ここがロドスだ、ここで跳べ」、SKE48「賛成カワイイ!」、NMB48「絶滅黒髪少女」「オーマイガー!」「ナギイチ」「北川謙二」「ドリアン少年」、HKT48「桜、みんなで食べた」がある。

## 経歴
- 1983年（昭和58年） - 広島大学附属東雲小学校卒業
- 1986年（昭和61年） - 広島市立幟町中学校卒業
- 1989年（平成元年） - 山陽高等学校卒業
- 1995年（平成7年） - 亜細亜大学経営学部経営学科卒業
- 2000年（平成12年〉 - 1月、西田プロジェクトを立ち上げる
- 2005年（平成17年） - 志村けん・研ナオコが出演したレダ・プチシルマのCMの振付が話題になる[2]
- 2007年（平成19年） - 初めてアイドルソングに関わる。Buono!「ホントのじぶん」
- 2008年（平成20年） - 第59回NHK紅白歌合戦に出場した中村美津子「河内おとこ節」の振付を担当
- 2009年（平成21年） - 第60回NHK紅白歌合戦に出場した中村美津子「河内おとこ節」の振付を担当
- 2010年（平成22年） - 渡り廊下走り隊「完璧ぐ〜のね」で振付師として認められはじめる
- 2010年（平成22年） - 第61回NHK紅白歌合戦に出場した細川たかし「浪花節だよ人生は」の振付を担当
- 2013年（平成25年） - 第64回NHK紅白歌合戦に出場したSKE48「賛成カワイイ!」の振付を担当
- 2014年（平成26年） - 第65回NHK紅白歌合戦に出場した坂本冬美「男の火祭り」の振付を担当
- 2015年（平成27年） - 第66回NHK紅白歌合戦に出場した氷川きよし「男花」の振付を担当
- 2017年（平成29年） - 第68回NHK紅白歌合戦に出場した天童よしみ「道頓堀人情」、坂本冬美「男の火祭り」の振付を担当

## 人物
- 趣味が仕事。普段はジャージにTシャツ。もともと子役でミュージシャンをしていた現役振付師助手の妻も応援している。2児の父。
- クレイジーケンバンドが好きすぎてメンバーの1人だと思いこんでいる。振付をしたい西田はエキストラでPV撮影に潜り込みアポなし売り込みをした。
- 振り数が少なくリハーサルが短い。AKB48に在籍していた前田敦子、篠田麻里子は振付担当が西田だと喜んだ。
- 振り入れの時間が速いのが特徴。1曲につき平均1～2時間。その分、同じぐらいの時間をかけて仕掛け・からくりを説明。何回か振りを見せて一緒に踊ればできてしまう。理想は西城秀樹のYMCA。難易度が高いダンスより国民の8割が踊れるダンス[1]。

## 活動・振付

### CM
- 月刊コミックゼノン
- サトウ食品・サトウの鏡餅
- 三浦工業・ワク沸くミウラ
- ヤマサ・昆布つゆ
- ホンダカーズ・みに来てね
- JOYSOUND・女医編 (AKB48)
- 常盤薬品工業・眠眠打破 (NMB48)
- 2011年東京都知事選挙 (AKB48)
- チェックBAA・自転車協会BAA (AKB48)
- FUJIFILM・アスタリフト（松田聖子＆中島みゆき）
- エステー・シュパッと消臭
- ニンテンドーDS・ペットショップ物語（南海キャンディーズ）
- ピザーラ・こんがりあつあつグラタン (Buono!)
- とんがりコーン（嵐/相葉雅紀編・大野智編）
- ヤマハ英語教室・えいごリズム
- 日本食研・焼肉のたれ宮殿
- レダ・プチシルマ（志村けん・研ナオコ）
- 北海道米（北島三郎）
- PS2・サルゲッチュ3（アンガールズ）
- メルシャン・STING」 (Char)
- イオン・お客様感謝デー
- カネボウ・ナイーブ
- 青木・半額セール（菊川怜・かまやつひろし）
- 森永チョコボール（堀内健）
- DoCoMo・メロディーコール
- 三ツ矢サイダー
- PS2・フリフリダンス天国
- スキンガードアクア
- ポケモンパン・ラップ編
- クレラップ
- 東京ガス・ホットドライ
- 東芝携帯・TT03
- ミニストップ・ハロハロ
- グリコ・高濃度ビフィズス菌飲料（上戸彩）

### ミュージカル
- 日本フィルコンサート・火の鳥
- 日本フィルコンサート・ペールギュント
- ミュージカル　チョコレートシティ
- 愛地球博・ミュージカルあした

### 教育ビデオ・子供向け作品
- ベネッセコーポレーション　しまじろう・教材
- ディズニータイム・エンディング（テレビ東京）
- おジャ魔女どれみミュージカル・劇団飛行船
- プリキュア　ミュージカル・劇団飛行船
- ちびまる子ちゃん　ミュージカル・劇団飛行船

### アニメ・ドラマ
- セーラーゾンビ・劇中ダンス (AKB48)
- 夏色キセキ・劇中ダンス

### 映画
- プリキュアオールスターズ　みんなで歌う♪奇跡の魔法！（東映、2016年3月19日公開）[3]

### ゲームソフト
- ØSTORY

### スポーツ
- 横浜ベイスターズ・チアリーダー

### アーティスト・コンサート・プロモーションビデオ
- 新垣結衣「メモリーズ」
- いきものがかり「ありがとう」
- =LOVE「推しのいる世界」「「君と私の歌」」「しゅきぴ」「現役アイドルちゅ～」「BPM170の君へ」
- 今井美樹「ホントの気持ち」
- ウルフルズ「バカサバイバー」※MV「両方For You」※MV「僕のもの」「ホンキーマン」「AAPのテーマ」「情熱A GO GO」※MV「明日があるさ」「まいどハッピー」「SUN SUN SUN '95」
- HKT48「桜、みんなで食べた」※MV「片思いの唐揚げ」※MV「キスは待つしかないのでしょうか?」※MV
- AKB48「ランナーズハイ」「ここがロドスだ、ここで跳べ」「君のc/w」※MV「恋愛サーカス」「君の背中」※MV「呼び捨てファンタジー」※MV「そこで犬のうんち踏んじゃうかね」「お祭りマンボ（美空ひばり追悼コンサート）」
- SKE48「賛成カワイイ!」※MV「待ち合わせたい」※MV
- NMB48「絶滅黒髪少女」※MV「オーマイガー!」※MV「純情U-19」※MV「ナギイチ」※MV「北川謙二」※MV「なんでやねん、アイドル」「僕らのユリイカ」※MV「ドリアン少年」※MV「まさかシンガポール」※MV「チューストライク」※MV
- 私立恵比寿中学「サドンデス」※MV「CHAN-CHARA-CHAN」
- 小野大輔「DELIGHT」※MV「Mission D」※MV「Kiss Kiss Kiss」※MV「叱咤純愛1,chu,3!!」「ROSA 〜Blue Ocean〜」※MV
- ガーディアンズ4「おまかせ♪ガーディアン」※MV「School Days」※MV「PARTY TIME」※MV
- 華原朋美「PRECIOUS」
- 氣志團「結婚闘魂行進曲マブダチ」※MV「スウィンギンニッポン」※MV「Don't Feel,Think!!」※MV「ウィーキャン!」※MV
- 北島三郎「まつり」
- クレイジーケンバンド「まっぴらロック」「あ、やるときゃやらなきゃだめなのよ」「クリスマスなんて大嫌い!! なんちゃって」
- こぶしファクトリー「エエジャナイカ ニンジャナイカ」※MV
- 坂本冬美「アジアの海賊」※MV「男の火祭り（NHK紅白歌合戦）」※MV
- サンボマスター「青春狂騒曲」
- さんみゅ〜「春が来て僕たちはまた少し大人になる」※MV「トゲトゲ」※MV
- しゅごキャラエッグ!「みんなのたまご」※MV「しゅごしゅご」※MV
- Snowkel「天気予報」※MV
- SOULHEAD「FEEL LIKE JUMPING」※MV
- スキマスイッチ「ガラナ」※MV
- Skoop On Somebody「December」※MV
- セックスマシンガンズ「愛人28号」※MV「SHR　セクシーヒーローレボリューション」
- タッキー&翼「山手線内回り〜愛の迷路〜」
- 茅原実里「TREASURE WORLD」※MV「みのりん音頭」※MV
- CHERRYBLOSSOM「春風LOVER SONG」※MV「夢のマニュアル」※MV
- Depapepe「Summer Parade」※MV
- ときめき宣伝部「ガンバ!」※MV
- 20th Century「オレじゃなきゃ、キミじゃなきゃ」※MV
- 中村美津子「河内おとこ節（NHK紅白歌合戦）」
- ナイス橋本「マイ★フレンド」
- 鼠先輩「六本木〜GIROPPON〜」※MV
- nobodyknows+「シアワセナラテヲタタコウ」「好きだぜ、マリー。」
- ≠ME「クルクルかき氷」「#おふしょるにっと」「こちらハッピー探検隊」「2時半ろけんろー」
- 氷川きよし「愛しのテキーロ」※MV「男花（NHK紅白歌合戦）」※MV
- ヒャダイン「ヒャダインのカカカタ☆カタオモイ-C」※MV「クリスマス?なにそれ?美味しいの?」※MV「笑いの神様が降りてきた!」※MV
- フレンチ・キス「ロマンス・プライバシー」※MV
- FLOW「ドリームエクスプレス」
- ベイビーレイズ「恋はパニック」※MV「新しい世界」
- Buono!「ホントのじぶん」※MV「恋愛♥ライダー」※MV「ロッタラ ロッタラ」※MV「MY BOY」※MV「Kiss!Kiss!Kiss!」※MV「ガチンコでいこう!」※MV「co・no・mi・chi」※MV
- 細川たかし「北酒場（NHK紅白歌合戦）」
- MEGARYU「懐メロ」※MV
- 夢みるアドレセンス「おしえてシュレディンガー」※MV「恋のエフェクトMAGIC」※MV「ムズムズ体操 第18」※MV
- 渡り廊下走り隊「バレンタインキッス」※MV「完璧ぐ〜のね」※MV「少年よ 嘘をつけ!」※MV「アッカンベー橋」※MV「青春のフラッグ」※MV「へたっぴウィンク」※MV「希望山脈」※MV

## 自身の出演

### ラジオ
- billboard JAPAN「HITS ONE」ゲスト出演（2017年6月7日） - 西田一生 音楽ヒストリー特集[4]

### イベント
- 日本テレビ主催「汐留ロコドル甲子園2017」 - 審査員
- UNIDOL（ユニドル） - 審査員